# Millennial (singolo)
Millennial è un singolo del musicista britannico Sam Fender, pubblicato il 22 settembre 2017.

## Video musicale
Il video musicale è stato diretto da Jack Whitefield.

## Tracce
1. Millennial – 1:46